# Michela Pace
Michela Pace (Gozo, 25 januari 2001) is een Maltees zangeres. Ze vertegenwoordigde Malta op het Eurovisiesongfestival 2019 met het nummer Chameleon.

## Biografie
Pace raakte bekend in eigen land door deel te nemen aan de eerste editie van de Maltese versie van X Factor. Begin 2019 won ze deze talentenjacht. Hiermee veroverde ze meteen ook een ticket voor het Eurovisiesongfestival 2019, dat gehouden werd in Tel Aviv. Twee jaar eerder had ze ook reeds haar kans gewaagd in de Maltese preselectie, maar werd ze niet geselecteerd voor deelname aan de nationale finale. In de finale behaalde ze de veertiende plek nadat ze in de tweede halve finale achtste werd.

### Singles
| Single met eventuele hitnotering(en) in de Nederlandse Top 40 | Datum van verschijnen | Datum van binnenkomst | Hoogste positie | Aantal weken | Opmerkingen                                                        |
| ------------------------------------------------------------- | --------------------- | --------------------- | --------------- | ------------ | ------------------------------------------------------------------ |
| Chameleon                                                     | 2019                  | -                     |                 |              | Inzending Eurovisiesongfestival 2019 / Nr. 73 in de Single Top 100 |

1971: Joe Grech · 
1972: Helen & Joseph · 
1975: Renato · 
1991: Paul Giordimaina & Georgina · 
1992: Mary Spiteri · 
1993: William Mangion · 
1994: Chris & Moira · 
1995: Mike Spiteri · 
1996: Miriam Christine · 
1997: Debbie Scerri · 
1998: Chiara · 
1999: Times Three · 
2000: Claudette Pace · 
2001: Fabrizio Faniello · 
2002: Ira Losco · 
2003: Lynn Chircop · 
2004: Julie & Ludwig · 
2005: Chiara · 
2006: Fabrizio Faniello · 
2007: Olivia Lewis · 
2008: Morena · 
2009: Chiara · 
2010: Thea Garrett · 
2011: Glen Vella · 
2012: Kurt Calleja · 
2013: Gianluca Bezzina · 
2014: Firelight · 
2015: Amber · 
2016: Ira Losco · 
2017: Claudia Faniello · 
2018: Christabelle · 
2019: Michela · 
2021: Destiny Chukunyere · 
2022: Emma Muscat · 
2023: The Busker · 
2024: Sarah Bonnici · 
2025: Miriana Conte